# Brădești, Harghita
Brădești (în maghiară Fenyéd) este satul de reședință al comunei cu același nume din județul Harghita, Transilvania, România.

## Date geologice
În subsolul localității se găsește un masiv de sare.

## Imagini

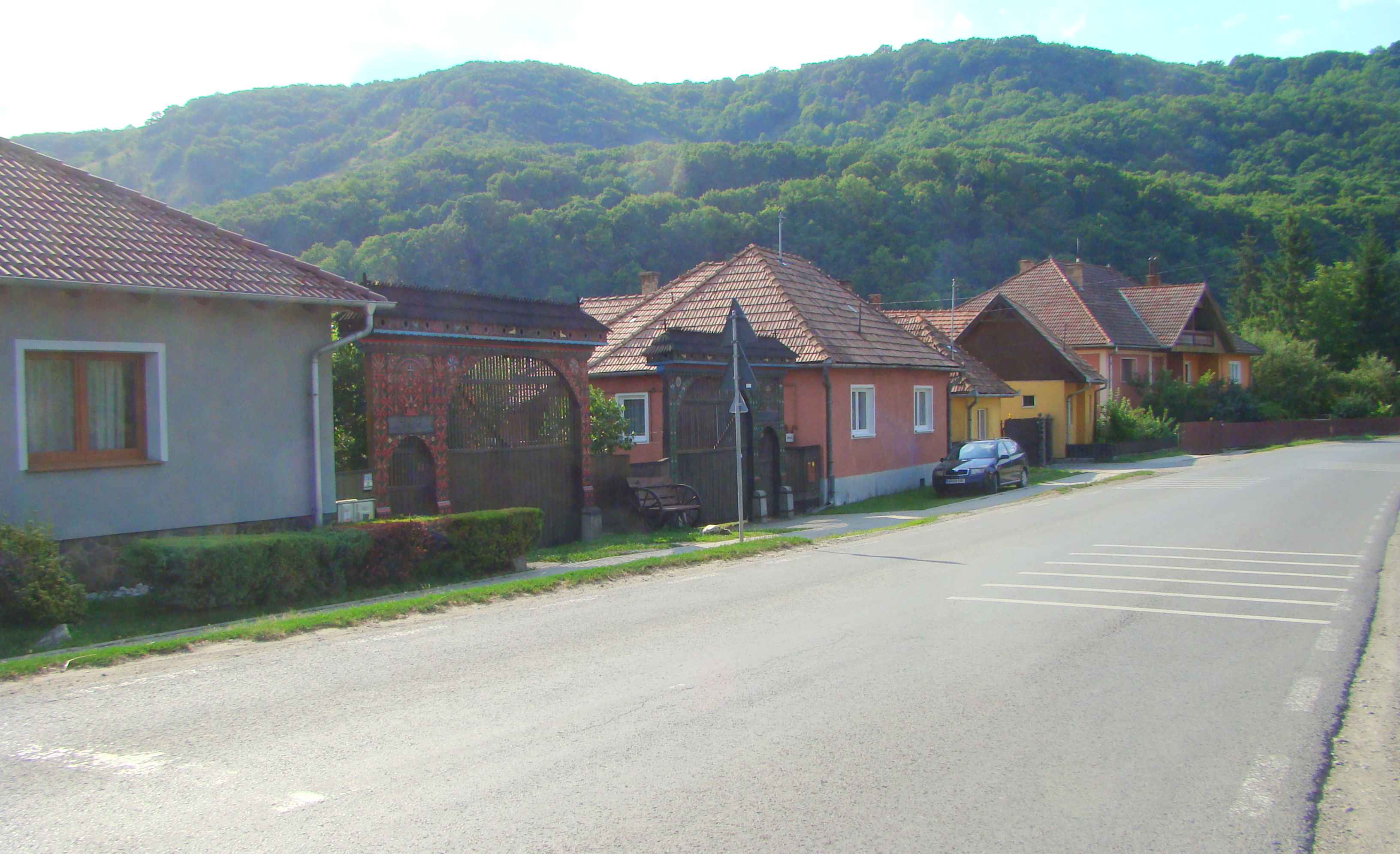
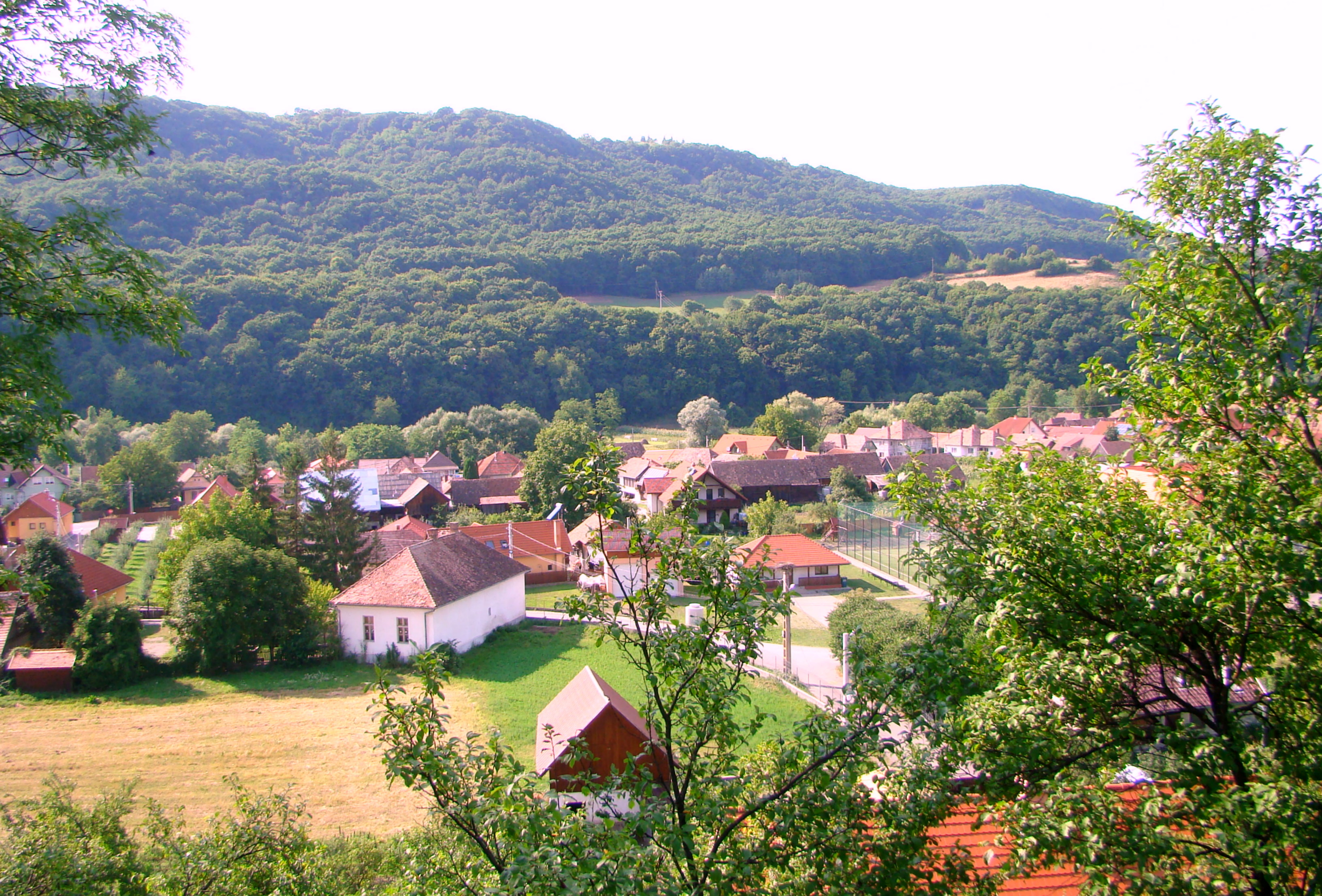
Panoramă de pe dealul bisericii
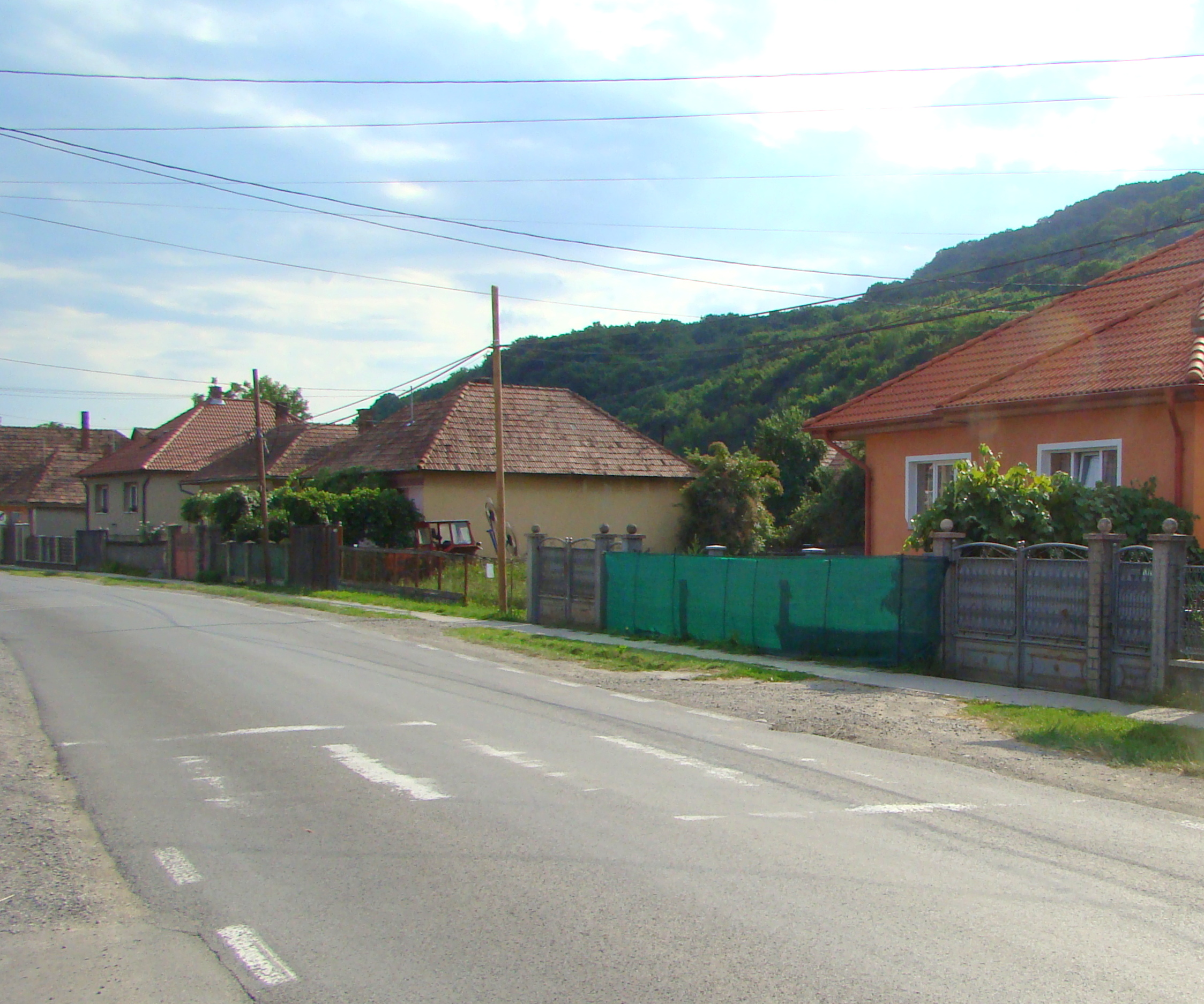
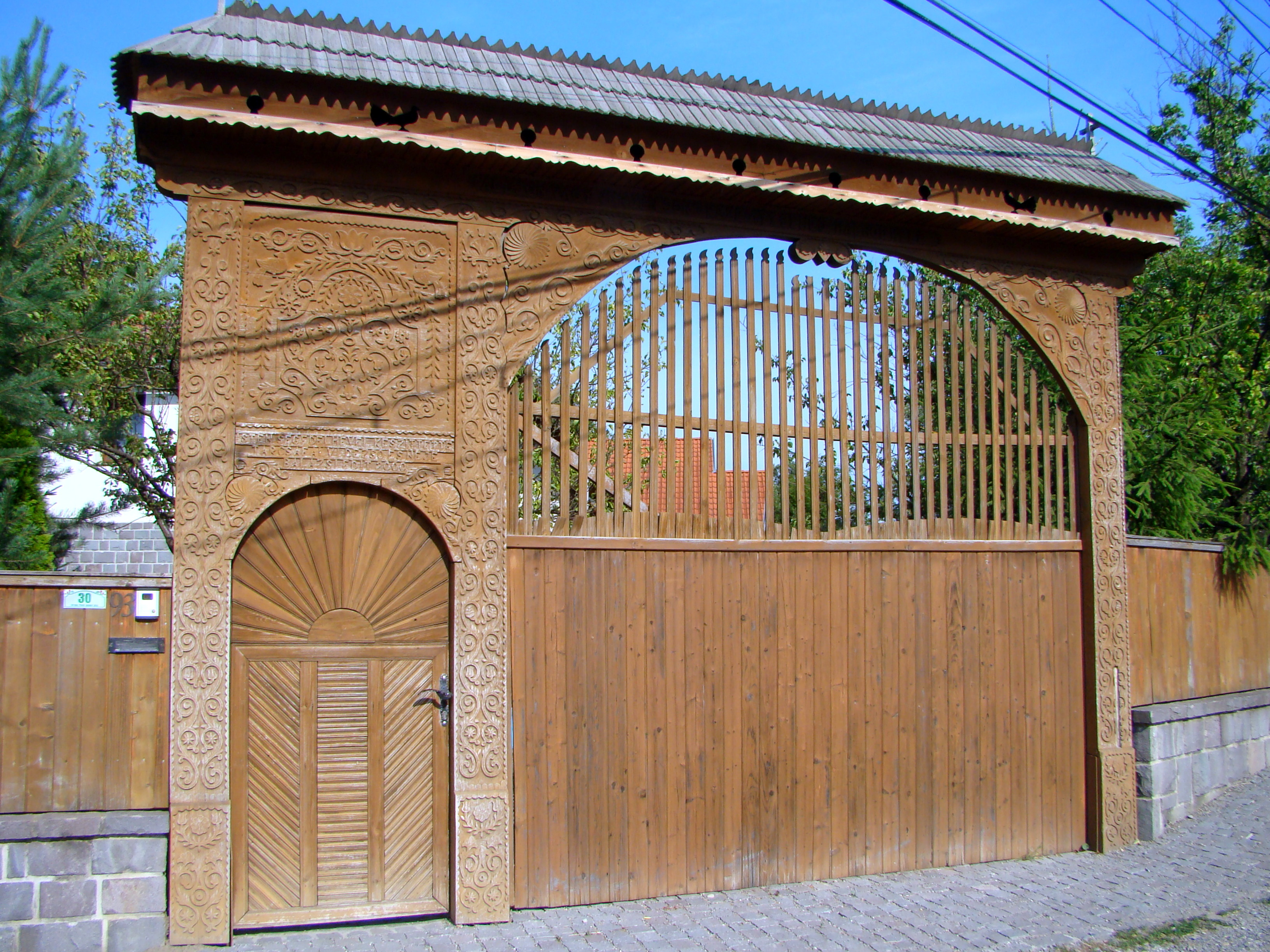
Poartă secuiască de lemn
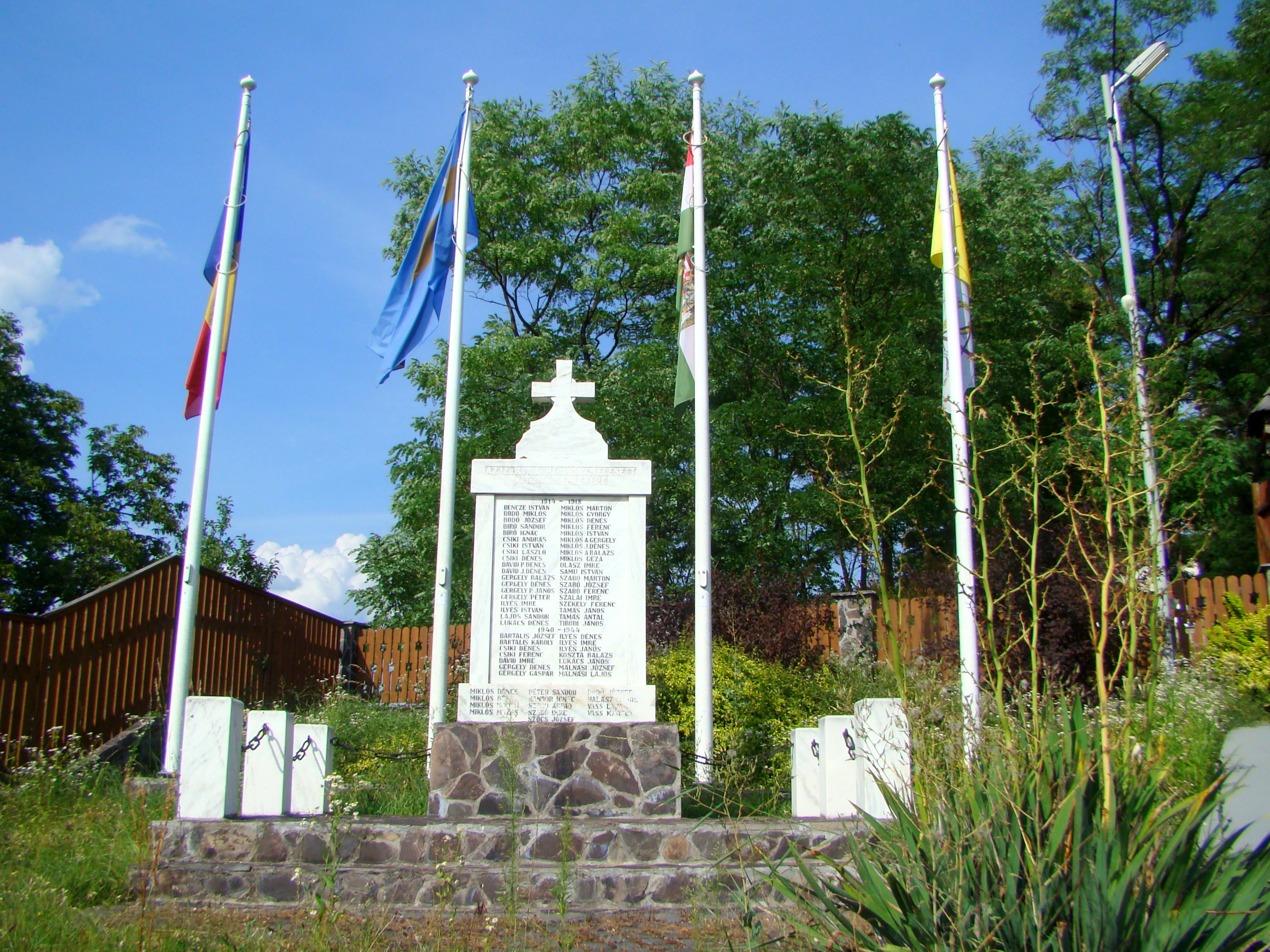
Monumentul eroilor
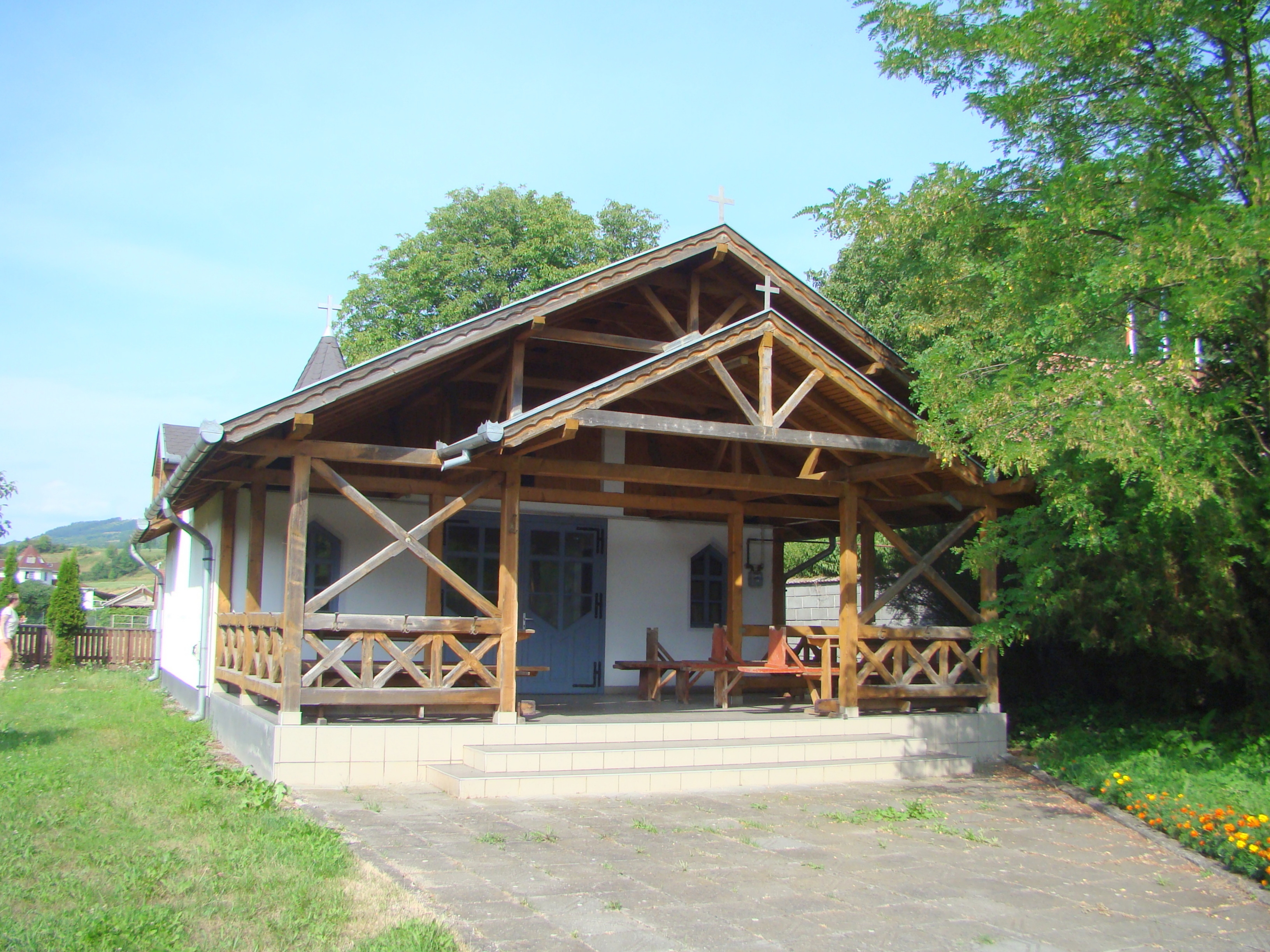
Capela catolică
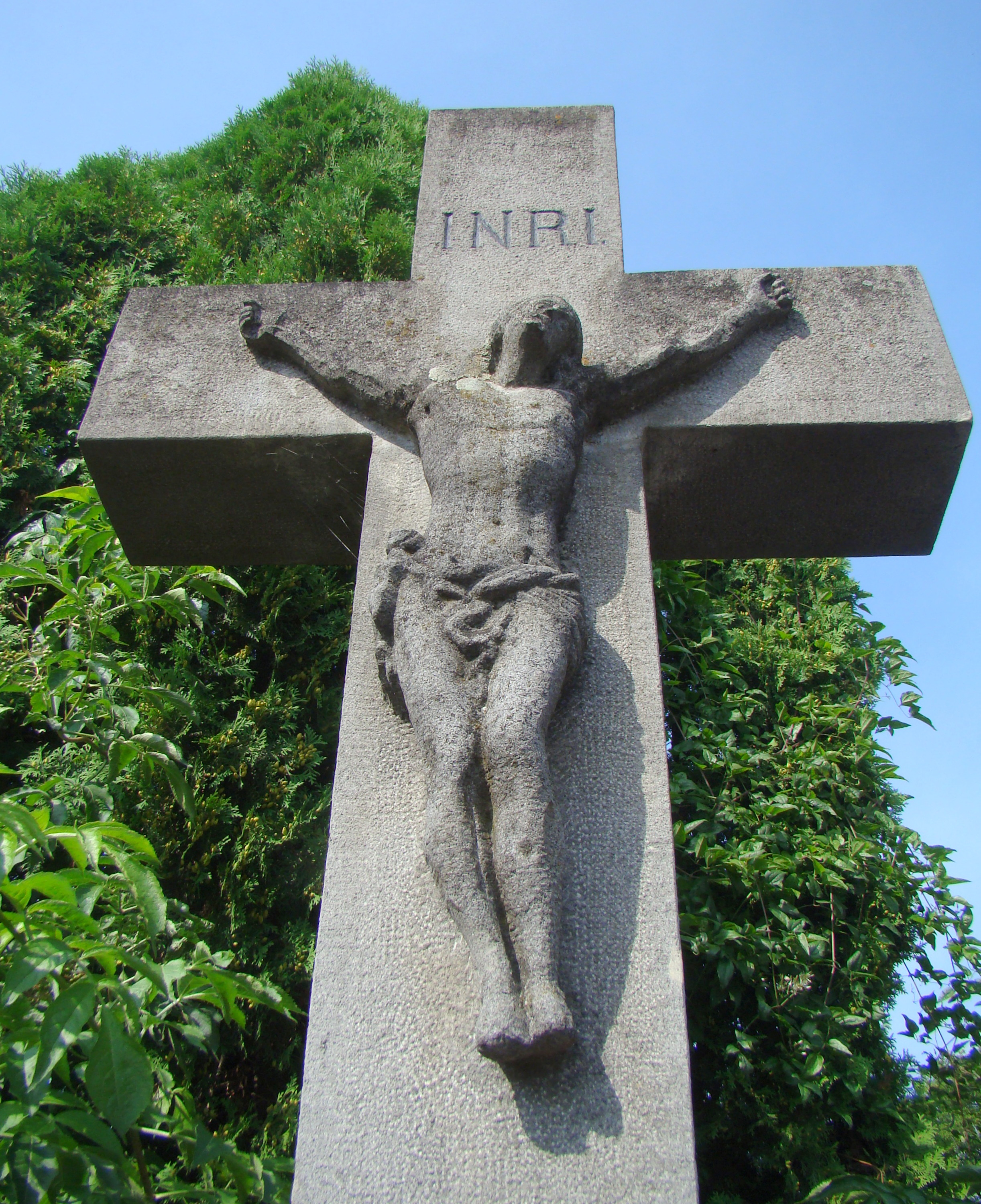
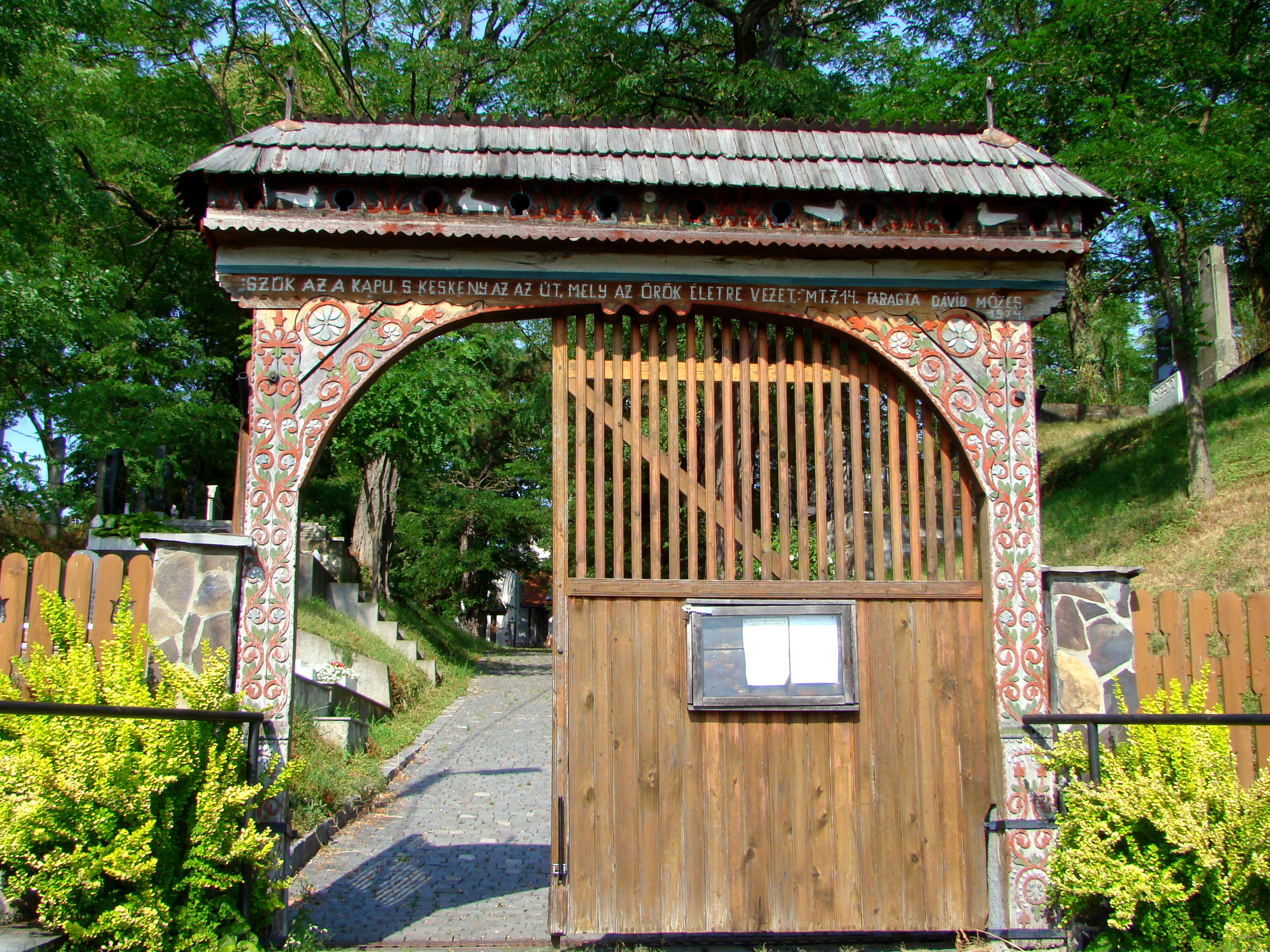
Poarta de lemn a bisericii catolice
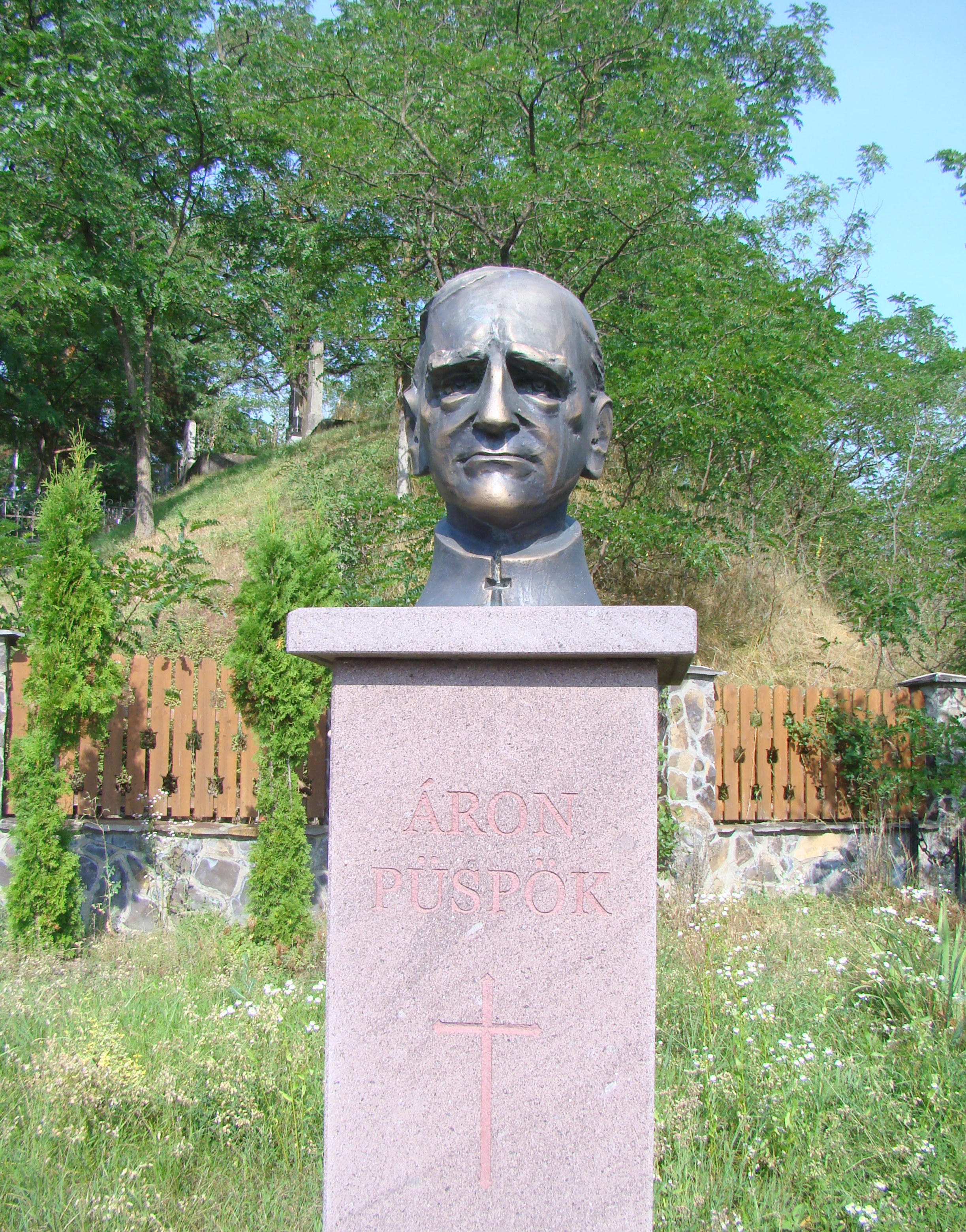
Bustul episcopului Áron Márton
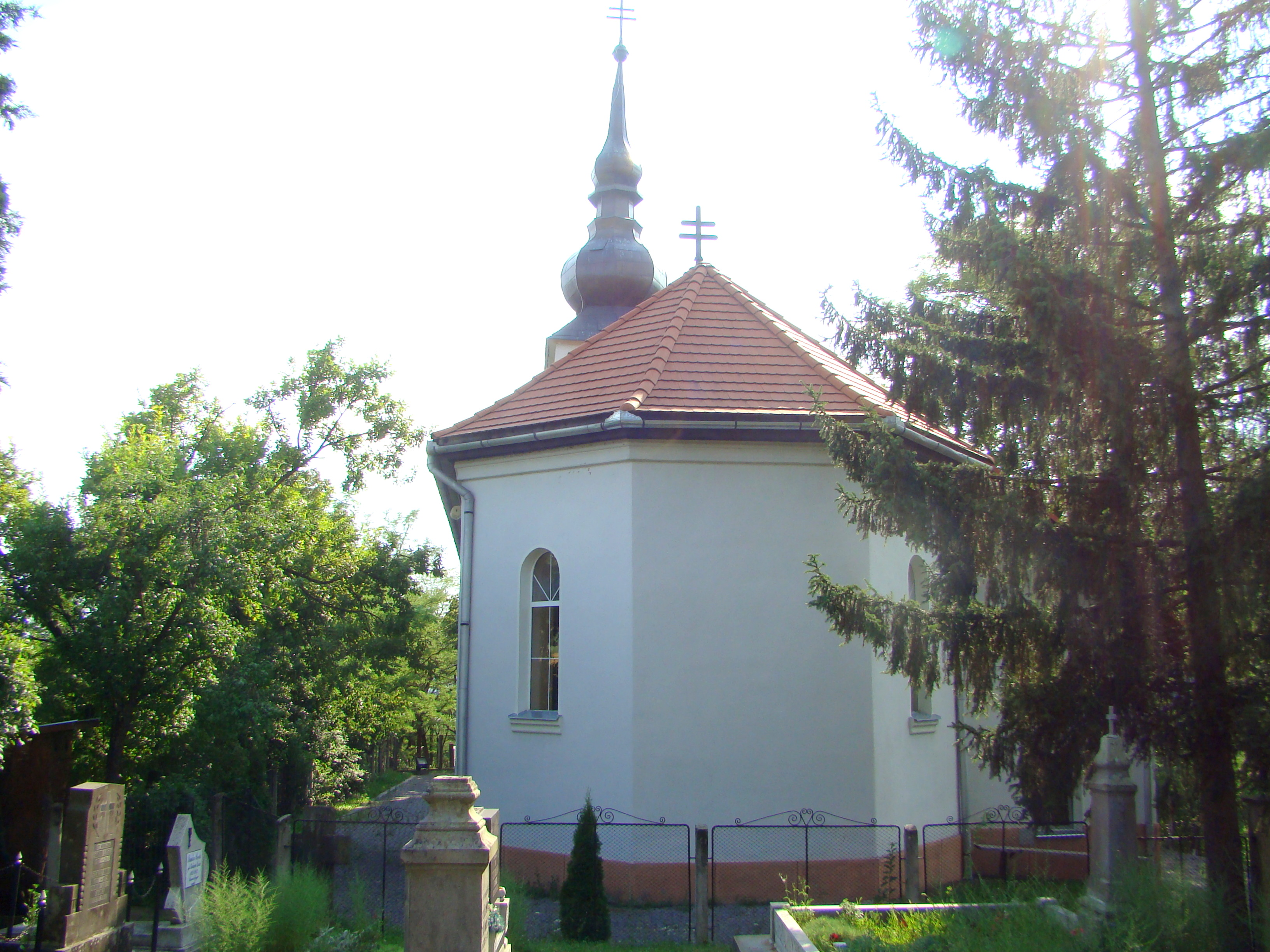
Biserica romano-catolică „Sfânta Treime”
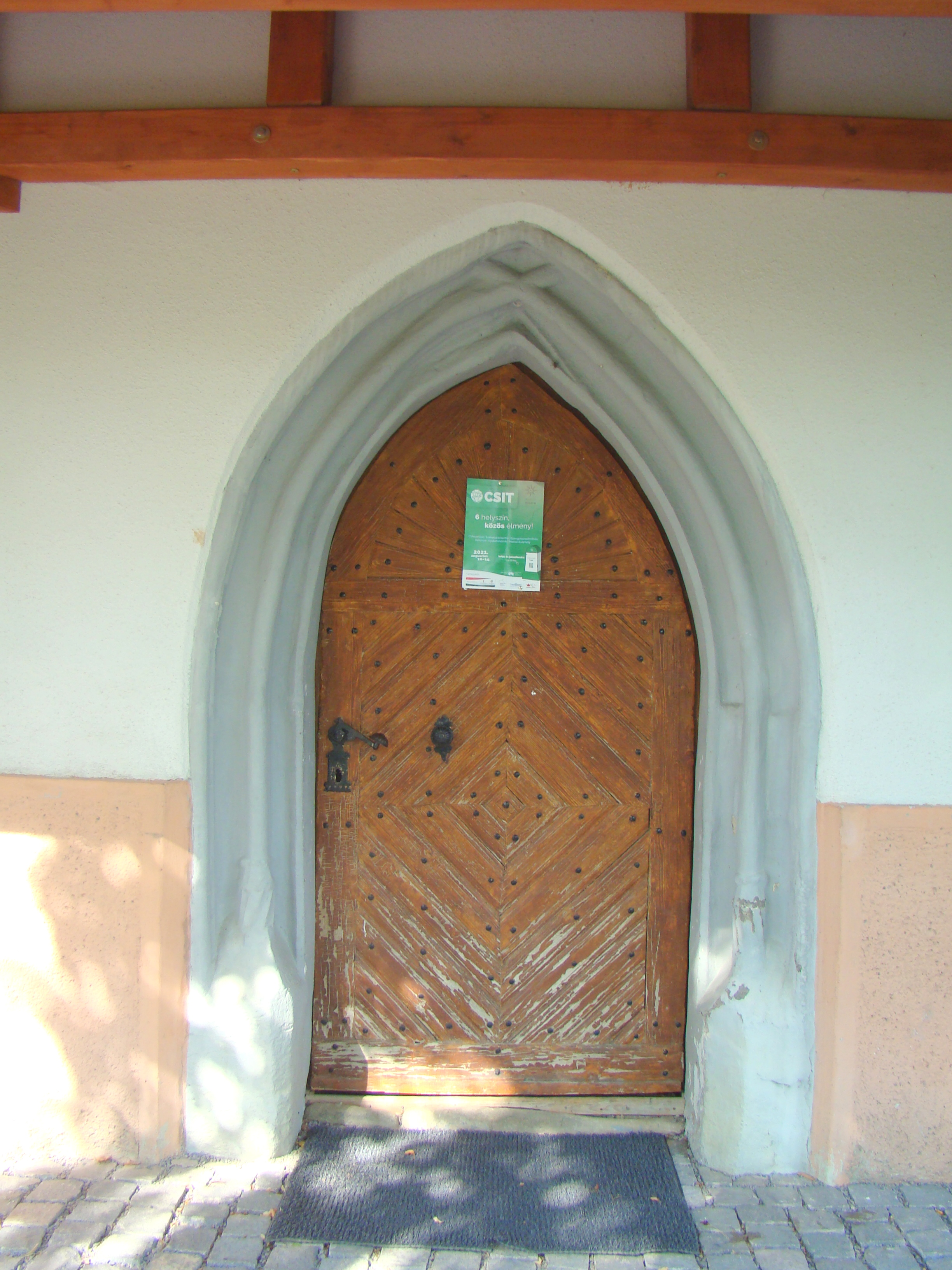
Portalul gotic în arc frânt
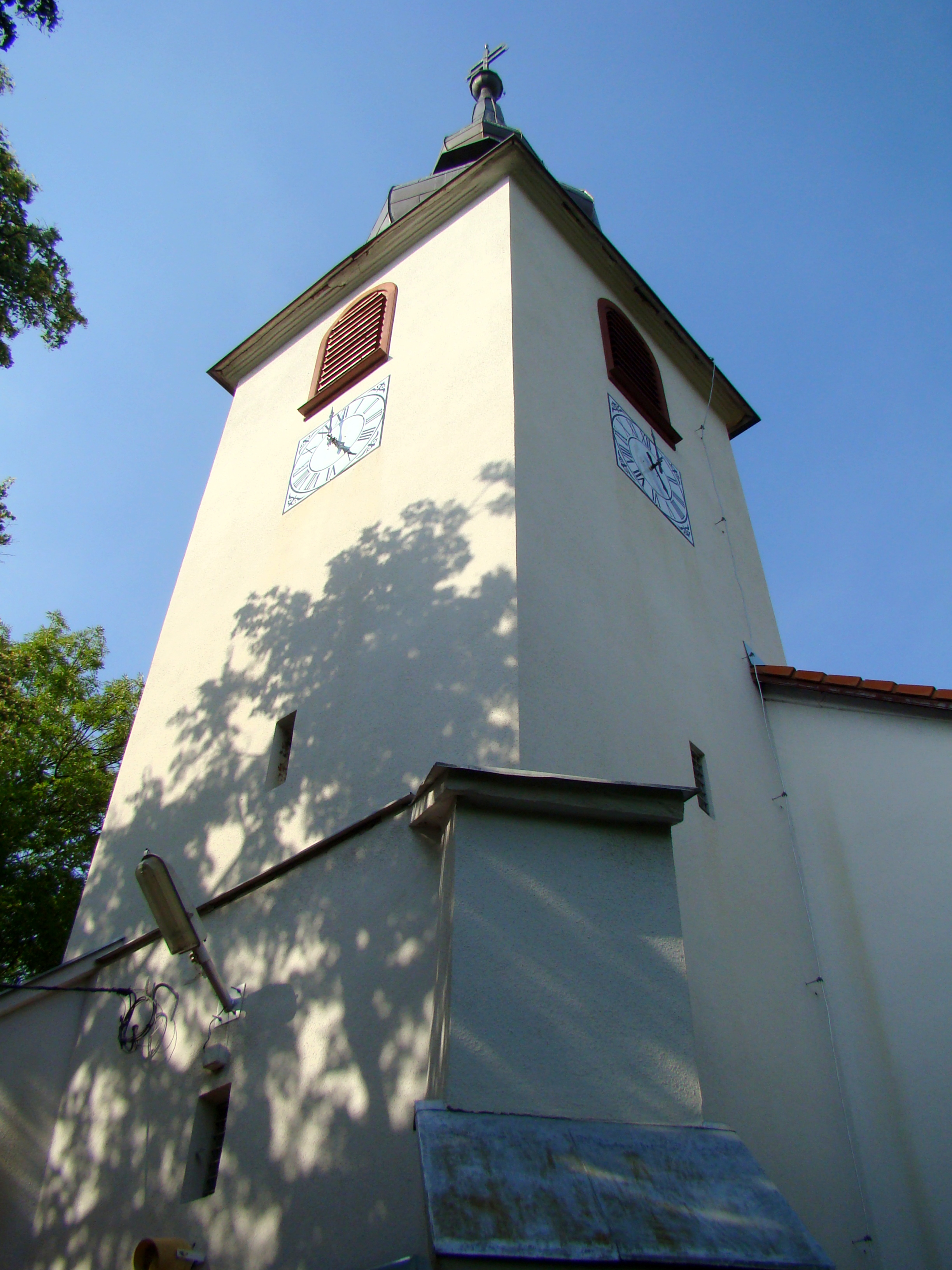
Turnul bisericii
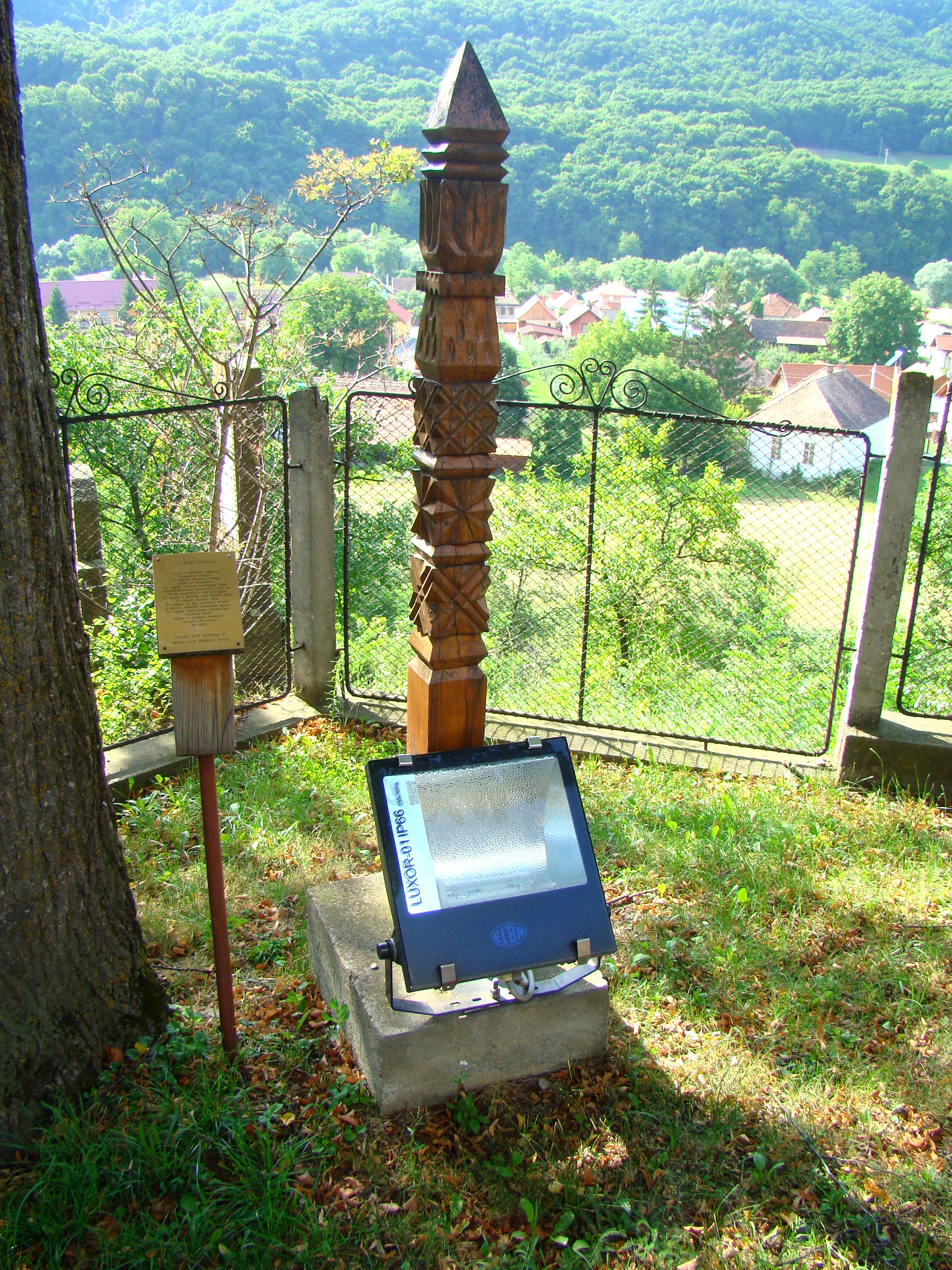
Kopjafa
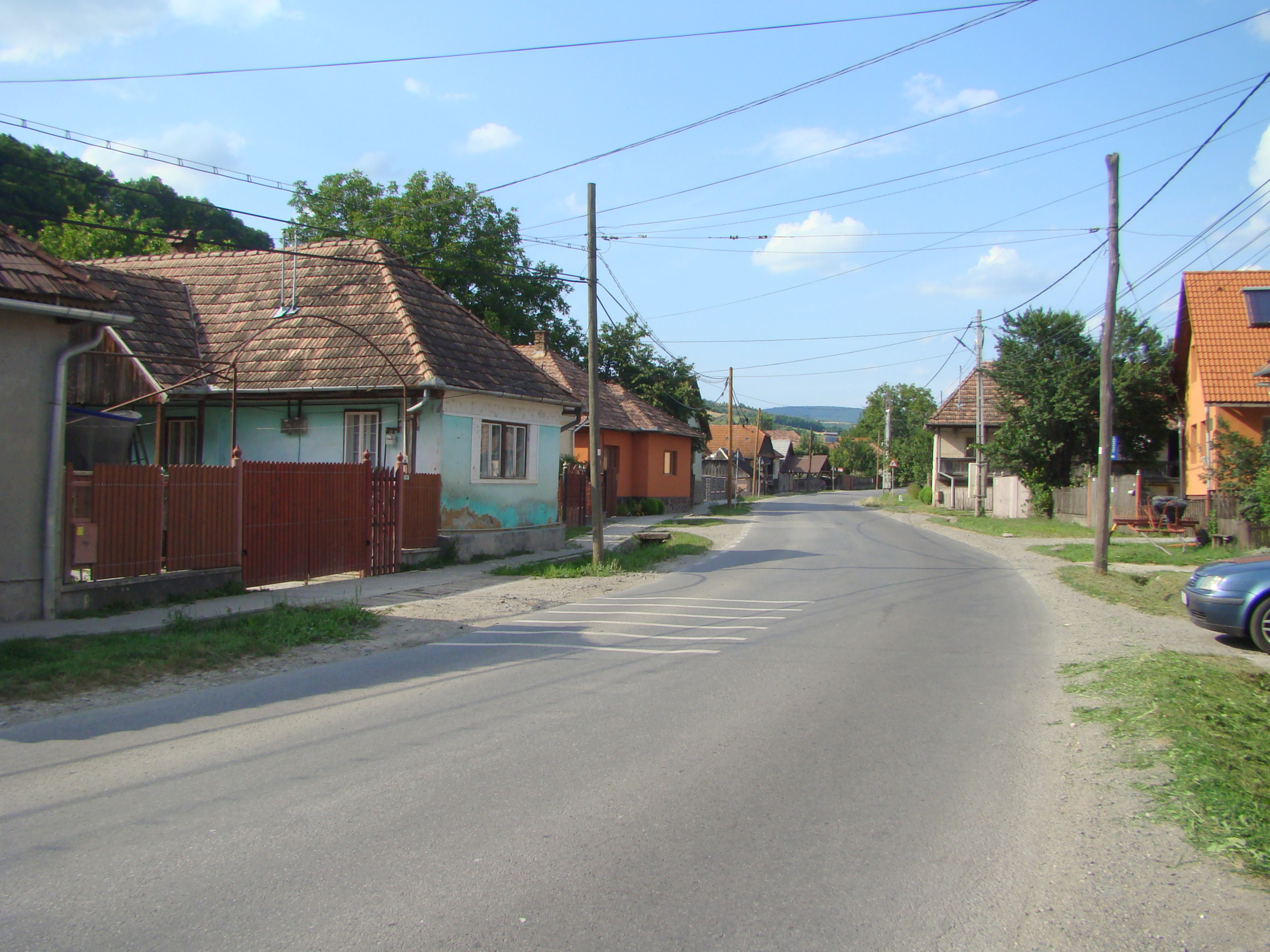